# 각산역
각산역(속안심내과연합의원)(영어: Gaksan station, 角山驛)은 대한민국 대구광역시 동구 신서동에 있는 대구 도시철도 1호선의 전철역이다.

## 역명의 유래
쇠뿔 모양의 바위가 있었다고 하여 소방우, 소바우 또는 우암곡(牛岩谷), 우암동(牛岩洞)이라 하였는데, 대한제국 시대인 1907년 이곳에 부임한 현감 송헌면(宋憲冕)이 이곳의 지명이 자신의 조상인 우암 송시열(尤庵 宋時烈)의 호와 같다 하여 우(牛, 소)의 각(角, 뿔)과 암(岩, 바위)의 산(山)을 따서 각산동이라 고쳐 불렀다.

## 특징
역명과 달리 역 소재지는 신서동이며, 출구 4개 모두 신서동에 있다. 각산동은 1번 출구에서 율하동 방향으로 건너가야 하며, 2번 출구 건너편은 동호동이다.
동호지구 아파트 단지 입구에 소재하여 주변에 동호지구 아파트단지가 많으며, 동호지구 안쪽으로 들어가면 금강동으로도 갈 수 있다. 혁신도시 진입로가 2014년 4월에 개통한 후에는 1번 출구 북쪽의 신서혁신도시로 진입이 가능하다.
개통 당시에는 역 주변에 아무것도 없었던 데다가, 각산역 바로 앞으로는 2003년에 동호동공영차고지가 개장하기 전까지 시내버스가 다니지 않아서 서울 지하철 5호선 마곡역 못지않게 한산한 역이었다. 이용객 수가 300명도 채 되지 않아 대구 도시철도 1호선의 역들 중 승객이 가장 적었으나, 각산역의 영업 개시 이후 개발이 시작된 동호지구의 입주가 시작된 후 승차량이 대폭 증가하였다. 또한 역 북쪽의 신서혁신도시가 개발된 후 인구가 늘어나면서 소재지의 행정동이 안심3·4동에서 안심3동, 안심4동, 혁신동으로 분리되었다.
3, 4번 출구에 에스컬레이터가 설치되어 있다.
2022년 6월 부역명 속안심내과의원이 삭제되었다. 2023년 9월 속안심내과의원의 명칭을 속안심내과연합의원으로 바꾸어 새로 만들었다.

## 역사
- 1998년 5월 2일: 대구 도시철도 1호선 개통과 함께 영업 개시
- 2017년 5월 6일: 스크린도어 설치

## 역 구조
2면 2선의 상대식 승강장이 있는 지하 역이며, 승강장 벽면 색상은 빨간색이다. 스크린도어가 설치되어 있다.
이 역도 약간의 곡선 구간이 있으나 승강장과 열차사이의 간격은 그다지 넓지 않아서 별도의 안내방송은 나오지 않는다.

### 승강장
| 반야월 ↑ |
| \| 상    |
| ↓ 안심   |

| 상행 | ● 대구 도시철도 1호선 | 반월당·중앙로·설화명곡 방면 |
| 하행 | ● 대구 도시철도 1호선 | 안심 방면                   |

- 승강장 번호는 없다.
- 이 역은 반대방향으로 횡단이 불가능한 역이다.

## 역 주변
| 나가는 곳 | 방면 |
| --------- | --- |
| 1         | 각산동 반야월 자동차 정비사업소 |
| 2         | 대구동호초등학교 대구동호동 우체국 상록아파트 우리은행 반야월지점 농협 반야월농협 동호지점 아름다운나날 2단지 상록아파트 동부증권 대구동지점 |
| 3         | 신서동 대구강동초등학교 대구강동중학교 강동고등학교 동화해오름타운 대경넥스빌 국민은행 반야월지점 아름다운나날 1·3단지                       |
| 4         | 롯데캐슬레전드 신서그린빌 IM뱅크 반야월지점 신한은행 이마트 반야월점 더블럭 대구동부경찰서                                                   |

## 승차량 변동
동호지구 개발 이전에는 각산역 주변에 시내버스도 다니지 않을 정도로 역세권이 없어서 이용객이 적었다. 동호지구 아파트 단지 안쪽으로는 본격적으로 입주가 시작된 2004년부터 시내버스가 운행하기 시작했으며, 입주 이후 각산역도 이용률이 대폭 증가했다. 대경권 혁신도시 개발 이후, 이용률이 점진적으로 늘고 있다.
| 노선  | 승차 인원 | 승차 인원 | 승차 인원 | 승차 인원 | 승차 인원 | 승차 인원 | 승차 인원 | 승차 인원 | 승차 인원 | 승차 인원 | 주석  |
| 노선  | 1997년    | 1998년    | 1999년    | 2000년    | 2001년    | 2002년    | 2003년    | 2004년    | 2005년    | 2006년    | 주석  |
| ----- | --------- | --------- | --------- | --------- | --------- | --------- | --------- | --------- | --------- | --------- | ----- |
| 1호선 | 미개통    | 285       | 395       | 396       | 397       | 626       | 980       | 3,028     | 3,604     | 3,674     | [ 1 ] |
| 노선  | 2007년    | 2008년    | 2009년    | 2010년    | 2011년    | 2012년    | 2013년    | 2014년    | 2015년    | 2016년    |       |
| 1호선 | 3,656     | 3,850     | 3,700     | 3,812     | 3,981     | 4,072     | 4,083     | 4,253     | 4,298     | 4,326     | [ 1 ] |
| 노선  | 2017년    | 2018년    | 2019년    | 2020년    | 2021년    |           |           |           |           |           |       |
| 1호선 |           |           |           |           |           |           |           |           |           |           |       |

## 인접한 역
| 대구 도시철도 1호선      | 대구 도시철도 1호선   | 대구 도시철도 1호선 |
| ------------------------ | --------------------- | ------------------- |
| 144 반야월 설화명곡 방면 | ● 대구 도시철도 1호선 | 146 안심 하양 방면  |